# 비타러닝센터
비타러닝센터는 2012년에 대입명문 비타에듀의 계열사로 설립된 초/중등 학원, 러닝센터 프랜차이즈 기업이다. 초/중등 사교육계 최초로 학원전문가, 대학입시전문가, 명문대생 멘토, (전) 스타강사가 참여하여 초, 중등생에게 필요한 진짜 공부를 정립해내자는 가치를 창조, 시작하였다.
현재 다수의 가맹점이 전국에 위치하여 있으며 비타러닝센터 시스템 및 컨텐츠, 칼럼 게시 사이트로 비타러닝센터 공식 홈페이지를 운영하고 있으며, 센터에 재원하는 학생들의 학습 컨텐츠를 제공하는 비타스터디를 운영하고 있다.

## 계열사
| - 학원 부문 - 대학입시학원 - 비타 에듀 학원 - 강북 비타에듀학원(종합) - 노량진 비타에듀학원(종합) - 비타에듀 3.0 학원(종합) - 노량진 비타에듀학원(단과) - 강남 비타에듀학원(종합) - 청평 비타에듀기숙학원(기숙종합) - 초/중/고등 전문학원브랜드 - 비타러닝센터 - 고려e네트/고려e스쿨 - 외국어 교육 부문 - 중국어 학원 - 북경고려학원(중국 북경) - 고려중국센터(서울) - 중화고려대학(중국 북경) - 영어 학원 - 비타잉글리쉬(초 · 중등) | - 온라인 학습 부문 - 주식회사 고려 E&C 비타 에듀 - 주식회사 고려 e스쿨 비타 캠퍼스 - 성인교육 부문 - 고려행정고시학원 - 고려검정고시학원 - 고려전문학교 - 학습 평가/출판/교재 부문 - 고려출판 - 고려학력평가 연구소 - 고려독서논술 씨앗열매 - 건설/개발/사회봉사 부문 - 고려건설 - 고려개발 - 재단법인 고려문화 장학재단 |